# Trachelas organatus
Trachelas organatus är en spindelart som beskrevs av Norman I. Platnick och Mohammad U. Shadab 1974. Trachelas organatus ingår i släktet Trachelas och familjen flinkspindlar. Inga underarter finns listade i Catalogue of Life.